# آلة الحب (رواية)
آلة الحب هي الرواية الثانية لجاكلين سوزان، وهي روايتها الناجحة للغاية وادي الدمى (1966). تم نشر الكتاب بواسطة سايمون وشوستر في عام 1969، وكان الكتاب الأكثر مبيعًا في قائمة نيويورك تايمز.

## القصة
آلة الحب تروي قصة روبن ستون الذي لا يرحم وحياته ومهنته في عالم التلفاز في الستينيات من القرن الماضي. روبن وسيم لكنه منحل ومحبوب من قبل ثلاث نساء: أماندا، عارضة الأزياء الجميلة ولكن مصيرها الفشل؛ ماجي، الزميلة الصحفية الجميلة ولكنها عنيدة التي تهرب من زواج المجتمع القاسي ؛ وجوديث، الزوجة الجميلة ولكن المسنة لمؤسس الشبكة الرابعة غريغوري أوستن.